# Friderika II
A Friderika II Bayer Friderika második nagylemeze, melyet Gerendás Péterrel készített.

## Az album dalai[1]
1. Elkésett karnevál (Gerendás Péter-Fekete B. György)
2. Játék (Gerendás Péter-Csuka László)
3. Apám (Gerendás Péter-Fekete B. György)
4. Nézz rám (Gerendás Péter-Csuka László)
5. Másodosztály (Gerendás Péter-Csuka László)
6. Marathoni tánc (Gerendás Péter-Fekete B. György)
7. Mese a királylányról (Gerendás Péter-Fekete B. György)
8. Délibáb (Gerendás Péter-Csuka László)
9. Mától más leszek (Gerendás Péter-Csuka László)
10. Ámen Halleluja (Gerendás Péter)
11. Elmaradt holnapok... (Gerendás Péter-Csuka László)
12. Félálom-világ (Gerendás Péter-Csuka László)

## Közreműködők
- Bayer Friderika - ének, vokál
- Gerendás Péter - elektromos és akusztikus gitárok, ütőhangszerek, vokál
- Janca Ákos - billentyűs és ütőhangszerek
- II. Lengyelfi Miklós - basszusgitár, elektromos bőgő
- Mádi Kálmán - ütőhangszerek
- Solti János - sonor dobok, cintányér
- Csepregi Gyula - szaxofon (11.)

A felvételek a GP Stúdióban készültek 1995-ben.